# Arbeitende Hände

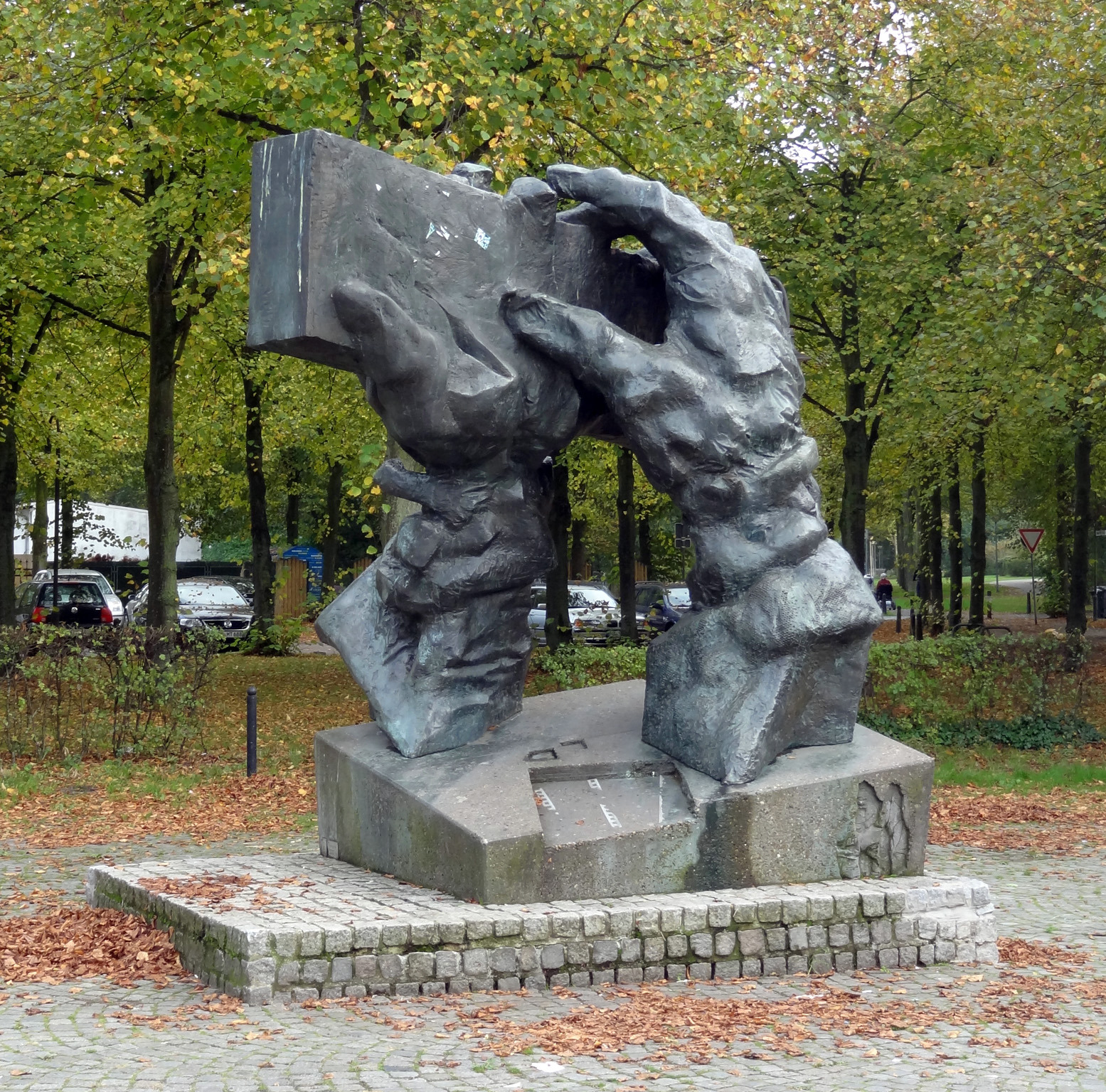
Arbeitende Hände

Die Plastik Arbeitende Hände steht in Bremen-Gröpelingen auf dem Bürgermeister-Ehlers-Platz am Pastorenweg. Sie wird in der Liste der Denkmale und Standbilder der Stadt Bremen geführt.
Die Skulptur aus Bronze auf einem 3,9 m × 2,3 m × 1,6 m großen Betonsockel von 1987 stammt vom Bildhauer Bernd Altenstein. Sie wurde ein Jahr nach dem wirtschaftlichen Zusammenbruch der AG-Weser-Großwerft konzipiert, dem seit Beginn des 20. Jahrhunderts wichtigsten Arbeitsplatz in Gröpelingen und Walle. Die Bewohner der Stadtteile hatten einen wichtigen Bezugsort für ihr Leben verloren.
Das Denkmal für die Werftarbeiter hat die Form zweier werktätiger Hände. Die eine Hand hält ein Werkstück fest umklammert, die andere Hand berührt es kaum. Eine bestimmte Bewegung innerhalb eines Arbeitsvorgangs wird gezeigt. Der Senator für Kultur in Kunst im öffentlichen Raum Bremen interpretiert die Skulptur so: Sie „erlaubt es dem Betrachter von keiner Stelle aus ihre Komposition als geklärt und ruhig zu empfinden, auch die Oberflächen bieten dem Blick wenig Halt.“ ... „Die Unruhe, die die Skulptur ausdrückt, verweist auf die Unsicherheit von Menschen, denen ihr Arbeitsplatz genommen wurde.“
Von Altenstein stammen in Bremen noch u. a. Das Ende (1978) in den Wallanlagen, Entfaltung in der Reeder-Bischoff-Straße, Waller Gespräche (1981) auf dem Wartburgplatz in Walle, Blockdieker Gespräche (1982) in Osterholz, Zyklus Arbeit (1985), Relief im Innenraum der Oberpostdirektion Bremen, Vier Jahreszeiten (1991) am Ufer des Hollersees beim Park Hotel Bremen, Unser Planet auf dem Domshof und Fietje Balge (2001) Hinter dem Schütting, beim Bremer Marktplatz.
Von Waldemar Otto stammt die Skulptur Zur Schicht von 1983 in Gröpelingen, Ecke Lindenhofstraße/Dockstraße, die auch an das Arbeitsleben der Werft erinnert.